# Donald Ban Macwilliam (Rebell, † 1187)
Donald Ban Macwilliam (auch Domnall mac Uilleim; † um 31. Juli 1187) war ein schottischer Adliger und Rebell.

## Herkunft und Entstehung des Anspruchs auf den schottischen Thron
Donald Ban Macwilliam entstammte der Familie Macwilliam, einer älteren Seitenlinie des schottischen Königshauses Canmore. Er war vermutlich ein unehelicher Sohn von William FitzDuncan, der Name seiner Mutter ist unbekannt. Während sein Vater ein loyaler Unterstützer der schottischen Könige gewesen war, begann Donald Ban ab etwa den späten 1170er Jahren Ansprüche auf den schottischen Thron zu erheben. Nach dem Tod von Somerled 1164 und der Aufteilung seines Reiches unter seinen Söhnen war der Nordwesten Schottlands politisch instabil geworden. Nach dem Tod von FitzDuncan war auch kein neuer Earl of Moray ernannt worden, stattdessen versuchte der schottische König Wilhelm I. ab 1165, die Region fester unter seine Herrschaft zu bringen. Nach dem Tod von Malcolm Macheth 1168 ernannte er auch keinen neuen Earl of Ross. Angesichts der wachsenden Macht des Königs begannen mehrere Adlige aus Nordschottland, die Ansprüche der Macwilliams auf das Erbe seines Vaters in Moray zu unterstützen. König Wilhelm führte 1179 zusammen mit seinem Bruder David einen Feldzug nach Ross, wo er zur Sicherung seiner Herrschaft Red Castle und Dunskeath Castle errichten ließ. Die Burgen sollten wichtige Straßen nach Nordschottland sichern, dazu ließ der König die Befestigungen von Inverness verstärken. Wahrscheinlich richteten sich diese Maßnahmen gegen die Familie Macheth, die als Nachfahren von Malcolm Macheth das Earldom Ross beanspruchte. Vermutlich wurden die Macheths von den Macwilliams unterstützt, deren Oberhaupt zu dieser Zeit Donald Ban war.

Schottland im frühen Mittelalter. Die Rebellionen der Macwilliams fanden vor allem in Nordschottland, besonders in Ross und Moray Unterstützung.

## Die Rebellion von 1181 bis 1187
Im April 1181 reisten der schottische König und sein Bruder in die Normandie, um ihren Lehnsherrn, den englischen König Heinrich II. im Streit zwischen John the Scot und Hugh um das Amt des Bischofs von St Andrews um Rat zu fragen. Donald Ban nutzte die erwartungsgemäß längere Abwesenheit des Königs und begann in Moray und Ross eine Rebellion gegen die Herrschaft des Königs. Diese Rebellion wurde eine schwere Herausforderung für den König, da seine Herrschaft zeitgleich auch im südwestschottischen Galloway bedroht war. Deshalb konnte er nach seiner Rückkehr nach Schottland im August 1181 nicht sofort gegen die Rebellen in Nordschottland vorgehen. Nach den Angaben einer späteren Chronik blieben Ross und Moray längere Zeit unter der Kontrolle von Donald Macwilliam. Diese Angaben treffen wohl zu, denn zwischen 1179 und 1187 erließ der König in Moray keine Urkunden. Dazu wurde für über zwei Jahre, zwischen 17. September 1184 und 1. März 1187, kein Nachfolger für den verstorbenen Bischof Simon de Tosny von Moray ernannt. Gillecolm, ein königlicher Beamter und Marschall des Earls of Strathearn, übergab Auldearn Castle an die Rebellen und wechselte selbst die Seiten. Vermutlich unterstützte auch Harald Maddadsson, Earl of Orkney, insgeheim die Rebellion. Im November 1186 machte der geächtete Aed Macheth mit einer kleinen Streitmacht einen Vorstoß nach Süden. Erst bei Coupar Angus Abbey ging der Trupp in eine Falle, Aed und seine Männer wurden getötet.

## Niederschlagung der Rebellion und Tod von Donald Ban
Im Frühsommer 1187 zog der König schließlich mit einem Heer bis nach Inverness. Roland of Galloway besiegte am 31. Juli 1187 die von Donald Ban geführten Rebellen in einer Schlacht bei einem Mam Garbh oder Mam Garvia genannten Ort. Der genaue Schlachtort ist unbekannt, möglicherweise fand die Schlacht nördlich oder nordwestlich des Beauly Firth statt. In der Schlacht soll Donald Ban zusammen mit 500 Rebellen getötet worden sein. Sein abgeschlagener Kopf wurde dem König überreicht. Nach dem Sieg über die Rebellen versuchte der König seinen Einfluss in Moray zu festigen, während seine Herrschaft in Ross weiterhin schwach blieb. Anstelle des wahrscheinlich geschleiften Auldearn Castle ließ der König stattdessen Invernairn Castle bei Nairn errichten.
Donald Ban Macwilliam hatte mindestens zwei Söhne, Guthred und einen ebenfalls Donald Ban genannten weiteren Sohn. Beide rebellierten in den 1210er Jahren erneut gegen die schottische Krone.